# Korynetinae
Los korinetinos (Korynetinae) son una subfamilia de coleópteros polífagos de la familia Cleridae.

## Géneros
- Chariessa Perty in Spix & Martius, 1830
- Korynetes Herbst, 1792
- Lebasiella Spinola, 1844
- Loedelia R.Lucas, 1918
- Necrobia Olivier, 1795
- Neorthopeura Barr, 1976
- Opetiopalpus Spinola, 1844
- Paratillus Gorham, 1876
- Romanaeclerus Winkler, 1960
- Tenerus Laporte de Castelnau, 1836